# 花蓮縣玉里鎮春日國民小學
花蓮縣玉里鎮春日國民小學，簡稱春日國小，台灣花蓮縣玉里鎮春日里小學，位於花東縱谷縣道193號上。春日國小創辦於1940年，前身為春日公學校。

## 沿革
「春日里」舊名「織羅」或「馬織羅」，源自於當地阿美族語「火燒」之意，當地主要居民也來自阿美族織羅部落（Ceroh Tribe）。日治時期昭和12年（1937），日本政府將阿美族織羅部落、馬太林部落整併為一行政區，統稱「春日」，沿用迄今。春日學區最初被規劃於觀山公學校（今觀音國小），昭和13年（1938）時，地方人士鑒於學童上學途徑過遠，便在附近爭取設立春日分校。昭和15年（1940），政府當局奉准成立春日公學校。
1945年，第二次世界大戰結束，國民政府接管台灣各類機構，花蓮縣政府遣派王金盛出任首任春日國小校長。民國66年至70年（1977-1981），政府推行「國教改進五年計劃」，春日國小的校舍改建為平頂水泥教室，改善教室照明問題，並購置鋼琴等設備。
2022年9月18日，部分建物在地震中被震毀；9月26日，倒塌建物拆除完畢、經評估國小部與幼兒園可在原教室上課。至2024年初，重建、整建工程陸續完工。

## 河東假日才藝學苑
「河東」泛指縣道193、秀姑巒溪以東區域，包括春日國小所在地點。曾任教河東地區二十餘年的謝明賢在2013年擔任春日國小主任之時，有感當地教育資源匱乏、學生學習意願低落，便開辦「河東假日才藝學苑」，提供珠算心算、自行車修繕、農事體驗、美術、鋼琴、爵士鼓等才藝課程，冀望給當地學生多元學習的管道，透過實質教育陪伴，來取代外界過多物資捐贈。
「河東假日才藝學苑」以春日國小為中心，鑒於學區遼闊，學生上課不易，謝明賢甚至親自往返接送，多年以來甚至吸引其他地區的學生跨區報名，可謂興辦有成。惟不幸在2019年1月28日深夜時分，謝明賢駕車南下行經193線觀音路段，疑因疲勞駕駛，自撞路樹身亡，享年僅43歲。
「河東假日才藝學苑」因謝明賢驟逝而面臨無法延續的困境，後由當地的阿美族部落表達接手經營的意願。

## 圖輯

教室走廊
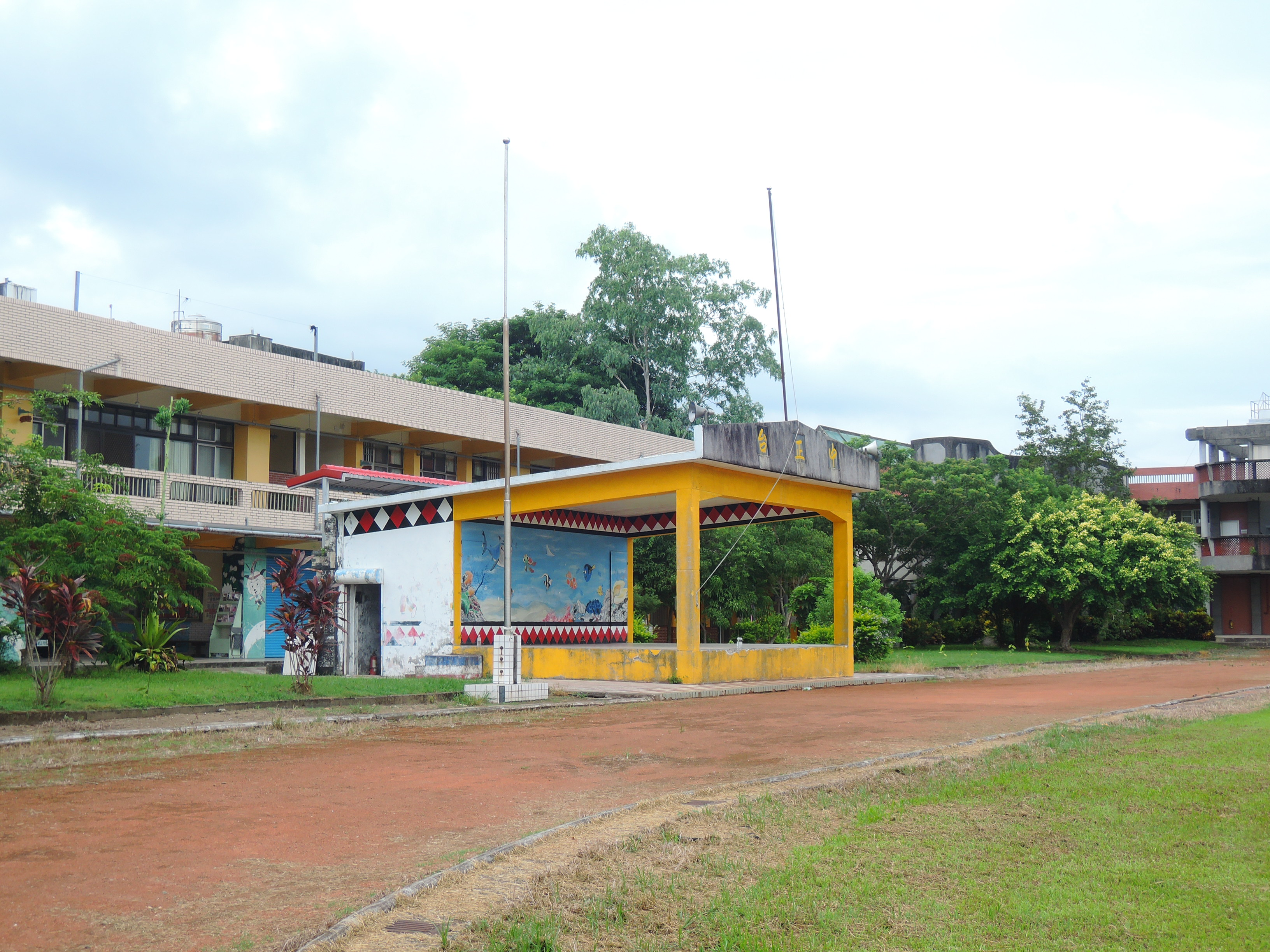
司令台與操場
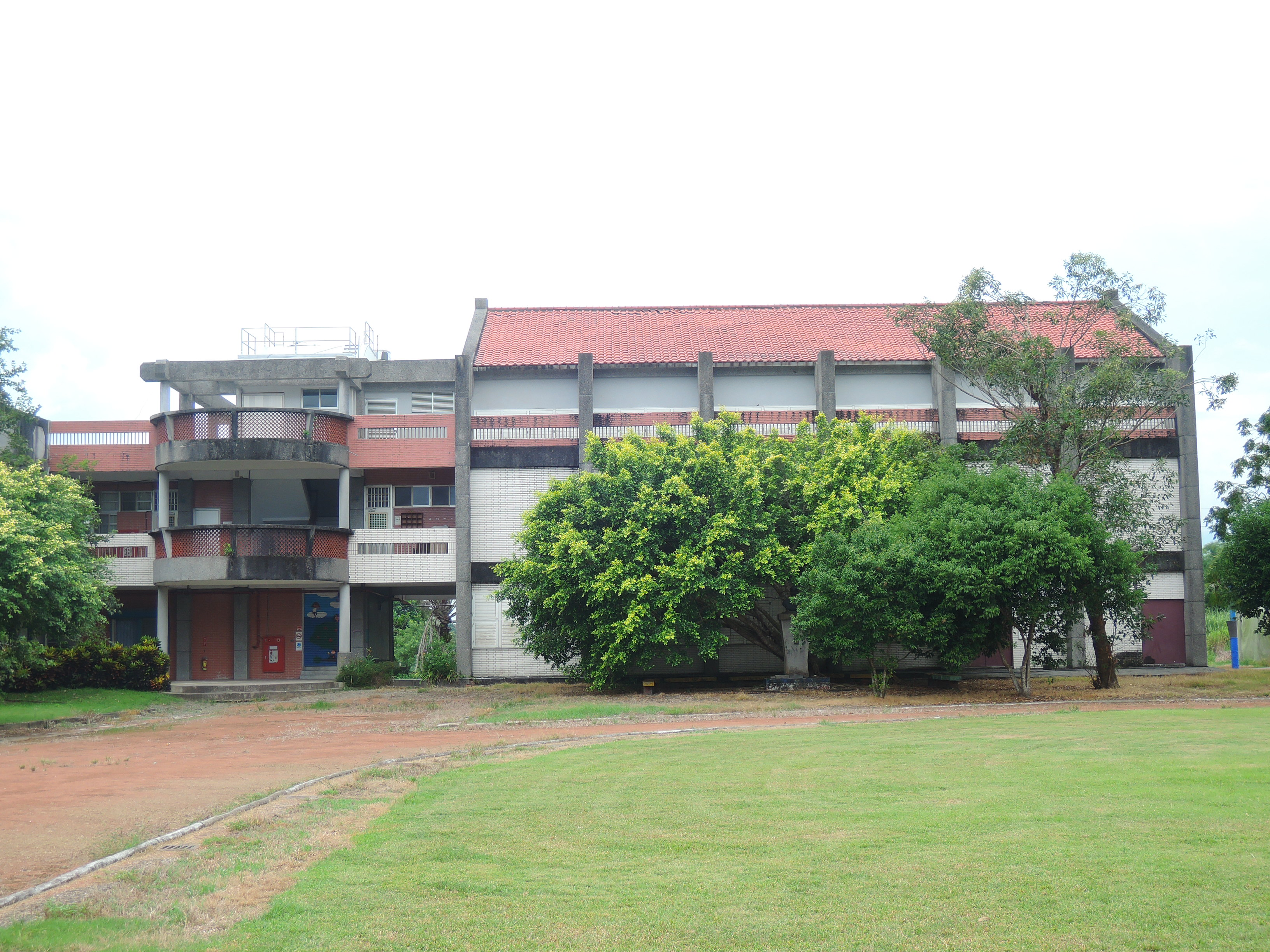
校舍
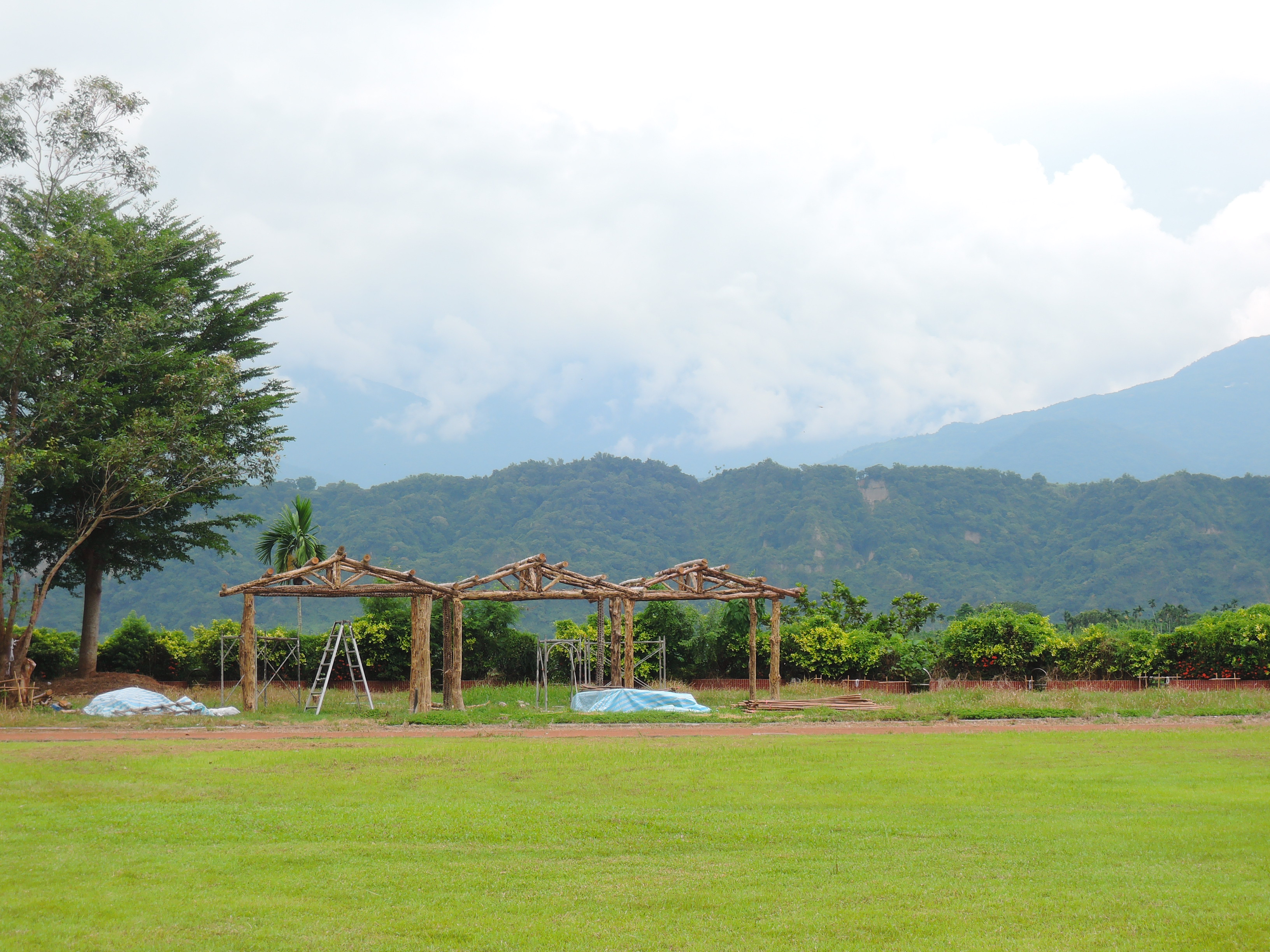
操場一隅
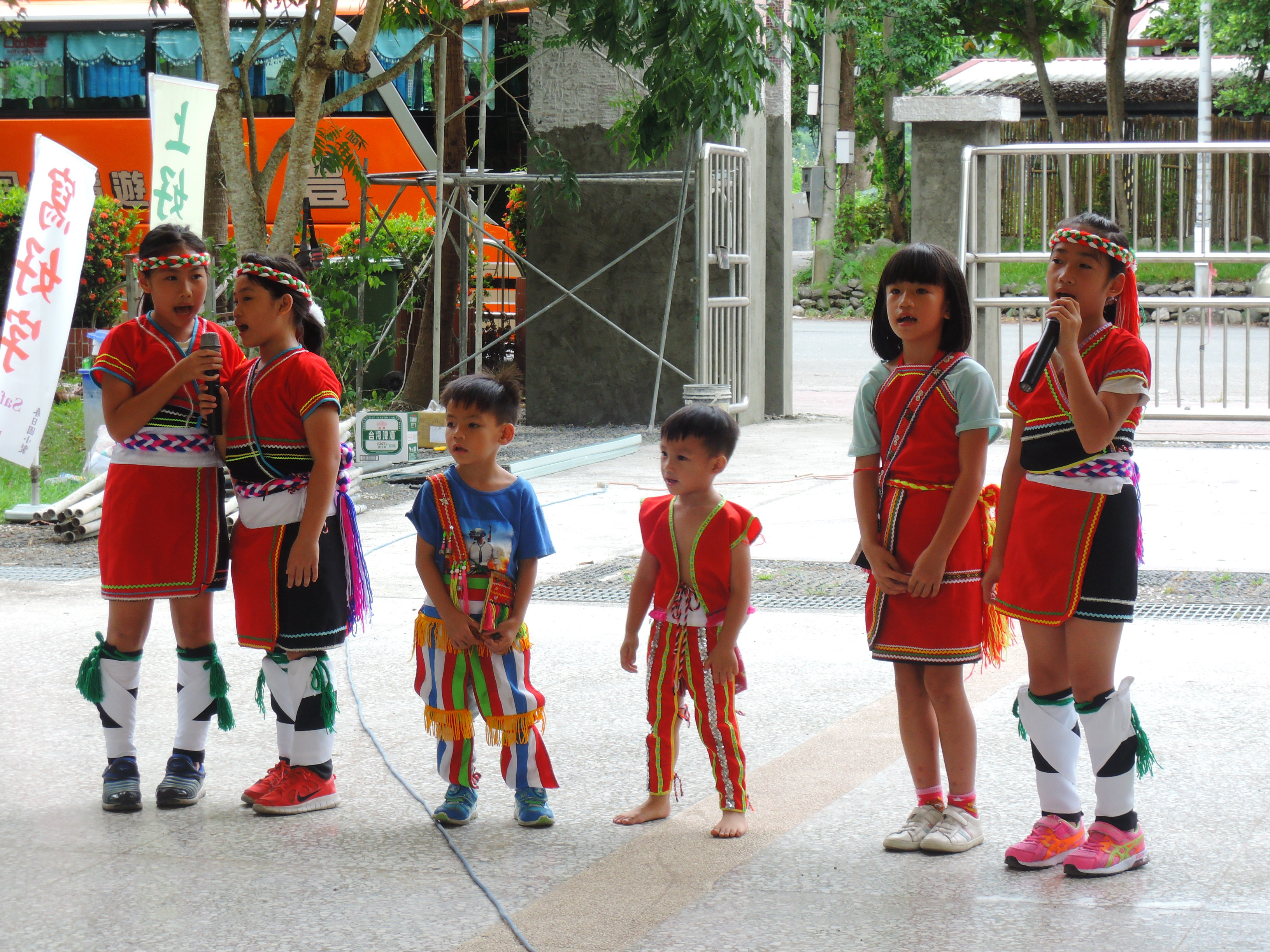
民謠歌唱
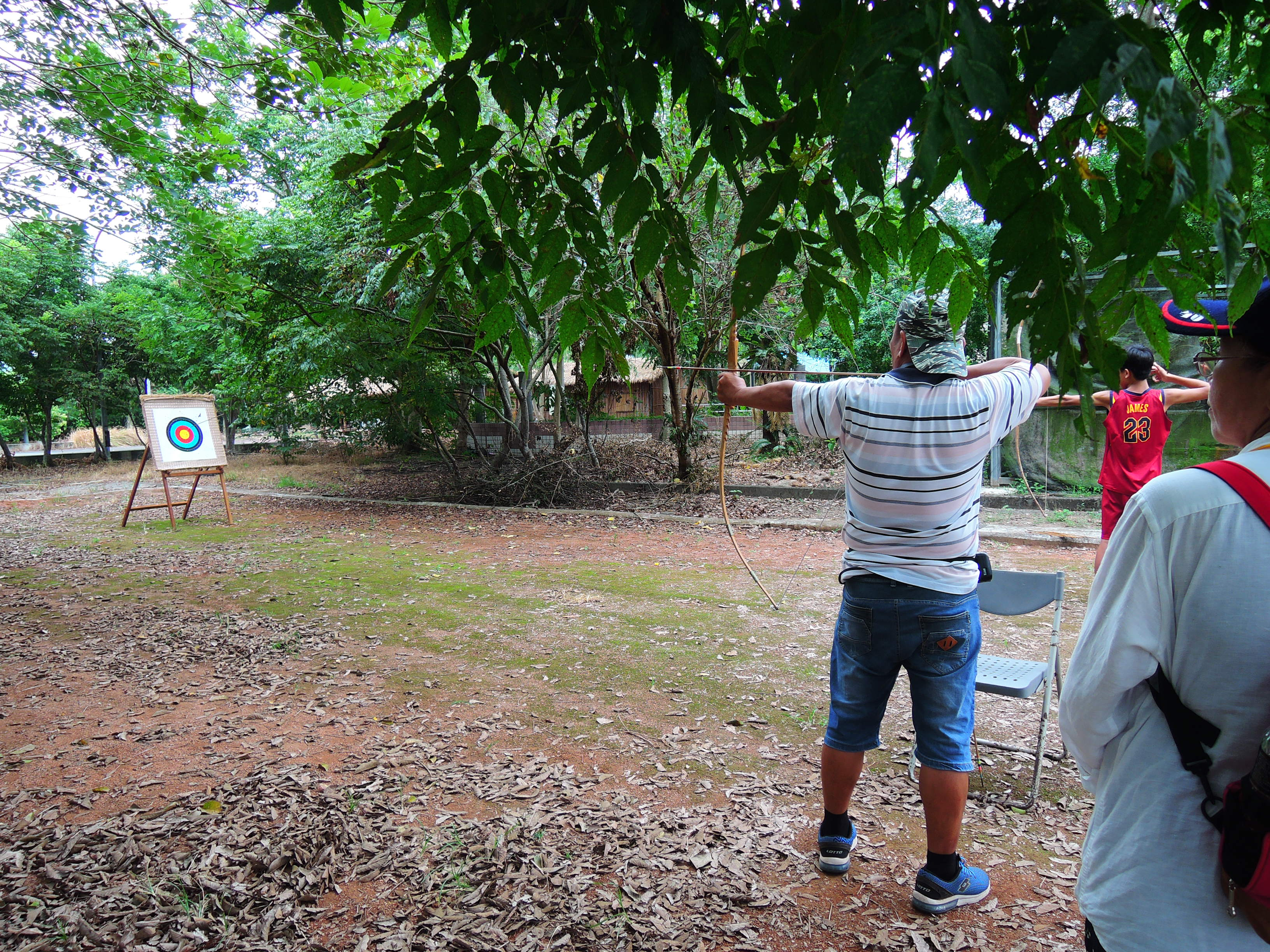
射箭活動

## 外部連結
- 花蓮縣玉里鎮春日國民小學的Facebook專頁

23°27′07″N 121°23′35″E / 23.452041°N 121.39302°E